# Sekundarschule Gulbene
Die Sekundarschule Gulbene (lettisch Gulbenes novada vidusskula) ist eine allgemeinbildende Schule in der lettischen Stadt Gulbene. Es gibt Klassen der Hauptschule (7. bis 9. Klasse) mit dem Schwerpunkt Mathematik, Naturwissenschaften und Technologien. Die Schule entstand  2020, als das Gymnasium Gulbene und 2. Sekundarschule Gulbene  zusammengelegt wurden.
Das Schulgebäude ist ein architektonisches Denkmal von nationaler Bedeutung. Das städtische Sportzentrum Gulbene befindet sich neben Schule, wo Sportkurse, verschiedene Sportaktivitäten organisiert werden.

## Geschichte
Im Jahr 1926 wurde  eine dreijährige Berufsschule (Handwerks- und Mechanikerschule) eröffnet.  1927 wurde ein Grundstein des Neubaus neben dem Emzes-Park gelegt. Das Projekt wurde vom Architekten Indriķis Blankenburgs im neoklassizistischen Baustil entwickelt. Im Herbst 1928 wurde im neuen Gebäude die Wirtschaftsschule Gulbene gegründet. Nach der sowjetischen Besetzung  im Jahr 1940 wurde die Schule zur Handels- und technischen Schule.
Am 17. Oktober 1944 nahm die Mittelschule Gulbenes ihre Arbeit in den Räumlichkeiten der Handelsschule Gulbene auf. In den 1960er  begann man, in der Mittelschule Russisch zu unterrichten. 1974 wurde die Schule zur 1. Mittelschule Gulbene umbenannt. Sie war in zwei Gebäuden untergebracht. Ab 1995 gab es das Gymnasium Gulbene.
Am 27. November 2008 wurde der Status eines staatlichen Gymnasiums verliehen. Seit dem 30. Juni 2020 gibt es Sekundarschule Gulbene.